# Erik Haemmerli

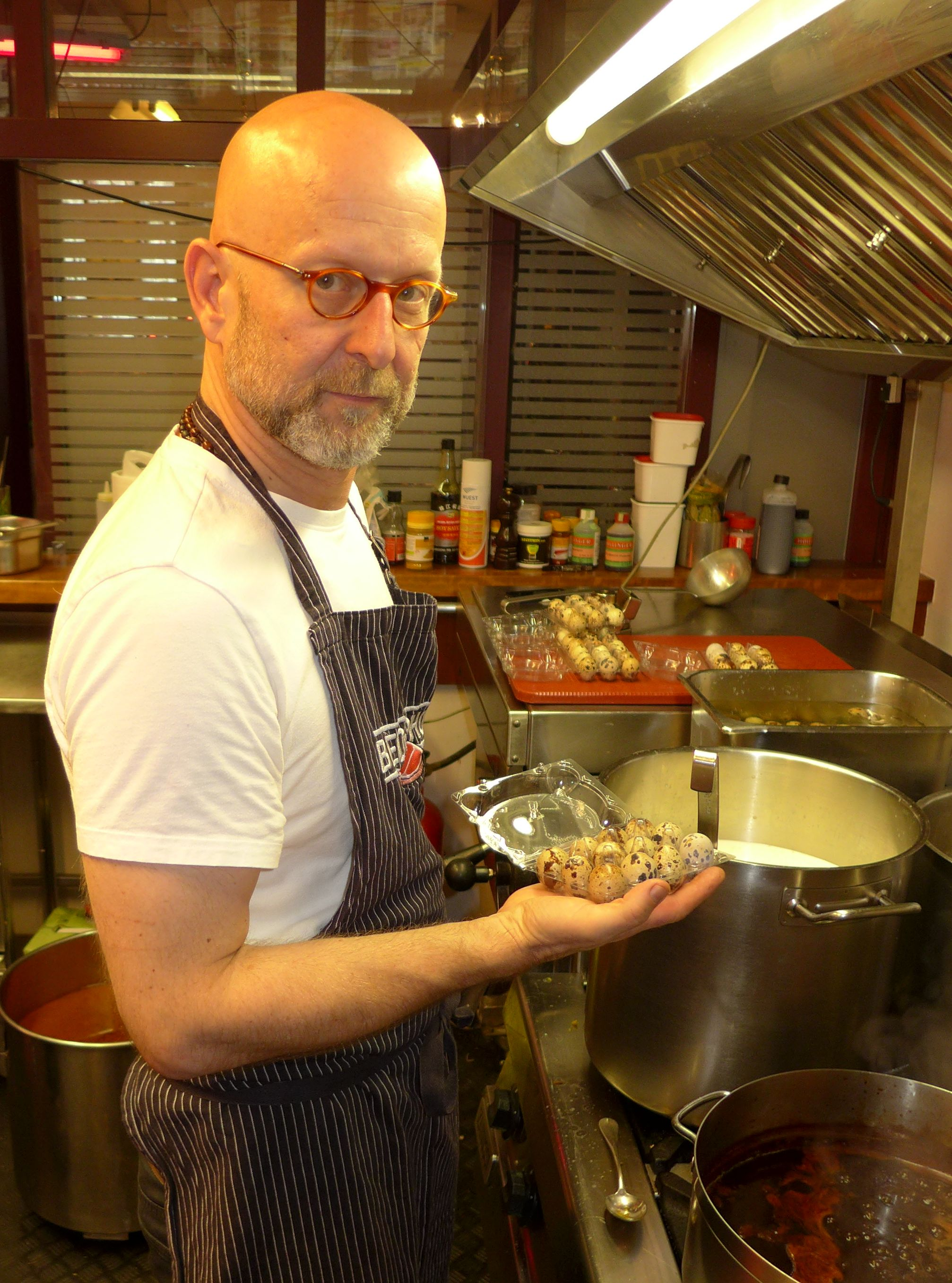
Erik Haemmerli kocht in einem Pop-up Lokal, 2015 in Zürich.

Erik Christian Haemmerli (* 17. Januar 1967 in Zürich, heimatberechtigt in Zürich und Lenzburg) ist ein Schweizer Fernsehkoch und Gastrounternehmer.

## Biografie
Erik Haemmerli ist 1967 in Zürich geboren und der Neffe von Professor Urs Peter Haemmerli. 2007 zeigte der Dokumentarfilm Sieben Mulden und eine Leiche seines Bruders Thomas Haemmerli, wie die beiden Brüder die Wohnung ihrer Messiemutter ausräumen und darin immer mehr Material über ihre Familiengeschichte finden. Erik Haemmerli ist mit der Medien-Managerin Andrea Haemmerli verheiratet und Vater einer Tochter. Er lebt in Zürich.

## Gastronom
Erik Haemmerli machte eine Lehre als Koch und eine als Kellner bei den Punkteköchen Max Kehl (Chez Max), Horst Petermann (Petermanns Kunststuben) und Heinz Witschi (Witschi’s Reblaube). Danach absolvierte er die Hotelfachschule Luzern. In Zürich betrieb er mit Corina Fistarol von 1996 bis 1999 den Störkoch- und Cateringservice «Schlemmerservice». Nach diversen Positionen im In- und Ausland übernahm er 2005 mit seiner Frau Andrea Haemmerli das Quartierrestaurant Bederhof, das sanft renoviert und vergrössert wurde. Der Bederhof folgt dem Slow-Food-Konzept und setzt auf eine Karte mit gutbürgerlicher Küche. Dazu kam von 2007 bis 2014 die Old Fashion Bar. 2011 übernahm er mit Mike Gut und Marco Pfoster das Restaurant Fischstube am Zürichsee, dessen künftiger Umbau ein Politikum ist. Er ist an verschiedenen Gastrounternehmen beteiligt und erteilt Kochkurse.

## Fernsehkoch
Seit 2010 moderiert Erik Haemmerli die Sendung SwissDinner und ist heute einer der bekanntesten Fernseh-Köche der Schweiz. SwissDinner ist an Das perfekte Promi-Dinner von VOX angelehnt und wird ausgestrahlt auf TeleZüri, TeleBärn, Telebasel und dem Aargauer Sender Tele M1.

## Politik
Erik Haemmerli engagierte sich verschiedentlich politisch. So nahm er an der Vote-in-Landsgemeinde seines Bruders Thomas Haemmerli teil, an der Politiker und Prominente von links bis rechts öffentlichkeitswirksam gegen die SVP-Initiative Gegen die Masseneinwanderung abstimmten. In seinen Lokalen legte er Flyer gegen die Initiative auf, und er war auf einem Testimonialplakat der Gesellschaft offene & moderne Schweiz und des Wirteverbandes gegen die Ecopop-Initiative, die ebenfalls die freie Personenfreizügigkeit mit der EU abschaffen wollte.

## Auszeichnungen und Preise
- 2012 Zweiter Platz des Best of Swiss Gastro Award, Kategorie Outdoor mit der Fischstube[16]
- 2010 Gewinner des Best of Swiss Gastro Award Kategorie Classique mit dem Restaurant und Bar Bederhof[17]
- 2000 Gewinn des Barkontest mit dem Nachtcafé Zürich